# بيمنتة (نبيذ)

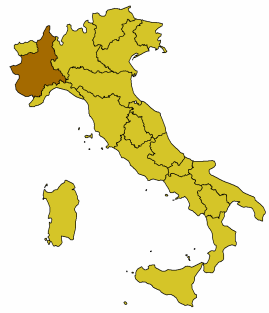
منطقة بيمنتة

بيمُنتَة أو بيمُنتي هو مجموعة من النبيذ الإيطالي المصنوع في منطقة بيمنتة في الزاوية الشمالية الغربية لإيطاليا . تشمل أشهر أنواع النبيذ من المنطقة بارولو وبارابارسكو . وهي مصنوعة من عنب نيبيولو .